# LSI Corporation
LSI Corporation – kurz LSI und bis 2007 LSI Logic genannt – war ein Halbleiter-Hersteller aus den Vereinigten Staaten von Amerika. Der Hauptsitz des Unternehmens befand sich in Milpitas, Kalifornien. Im Jahr 2013 beschäftigte das Unternehmen weltweit rund 5.300 Mitarbeiter. Das Unternehmen ging in der heutigen Broadcom auf.

## Geschichte

Firmenlogo bis 2007

Logo der früheren Agere

Das Unternehmen wurde im Jahr 1981 von Wilfred Corrigan gegründet.
1998 erwarb LSI Logic das Unternehmen Symbios Logic von Hyundai.
Am 2. Juli 2002 gab der Chip-Hersteller LSI Logic Corporation bekannt, dass er der Übernahme der Mylex-Sparte des Computerherstellers IBM Corporation zugestimmt hat und die darauf folgende Bar-Transaktion im dritten Quartal desselben Jahres abgeschlossen sein soll. Der kalifornische Spezialist für RAID-Systeme Mylex Corporation wiederum übernahm bereits im Jahr 1996 die Geschäfte der Firma Buslogic Inc., welche SCSI-Host-Adapter herstellte.
2007 entstand durch Fusion der Unternehmen LSI Logic und Agere Systems, der ehemaligen Halbleitersparte von Lucent Technologies, das neue Unternehmen LSI.
2014 wurde LSI vom singapurischen Konkurrenten Avago Technologies übernommen. Damit gehört LSI heute zur Broadcom Inc.

## Produkte
Zu den Produkten von der LSI Corporation gehören Host-Bus-Adapter (HBA) für diverse Schnittstellen von Speichersystemen, wie SAS, SATA, Fibre Channel oder SCSI. Des Weiteren führt das Unternehmen die Netzwerk-Produkte des übernommenen Unternehmens Agere weiter.

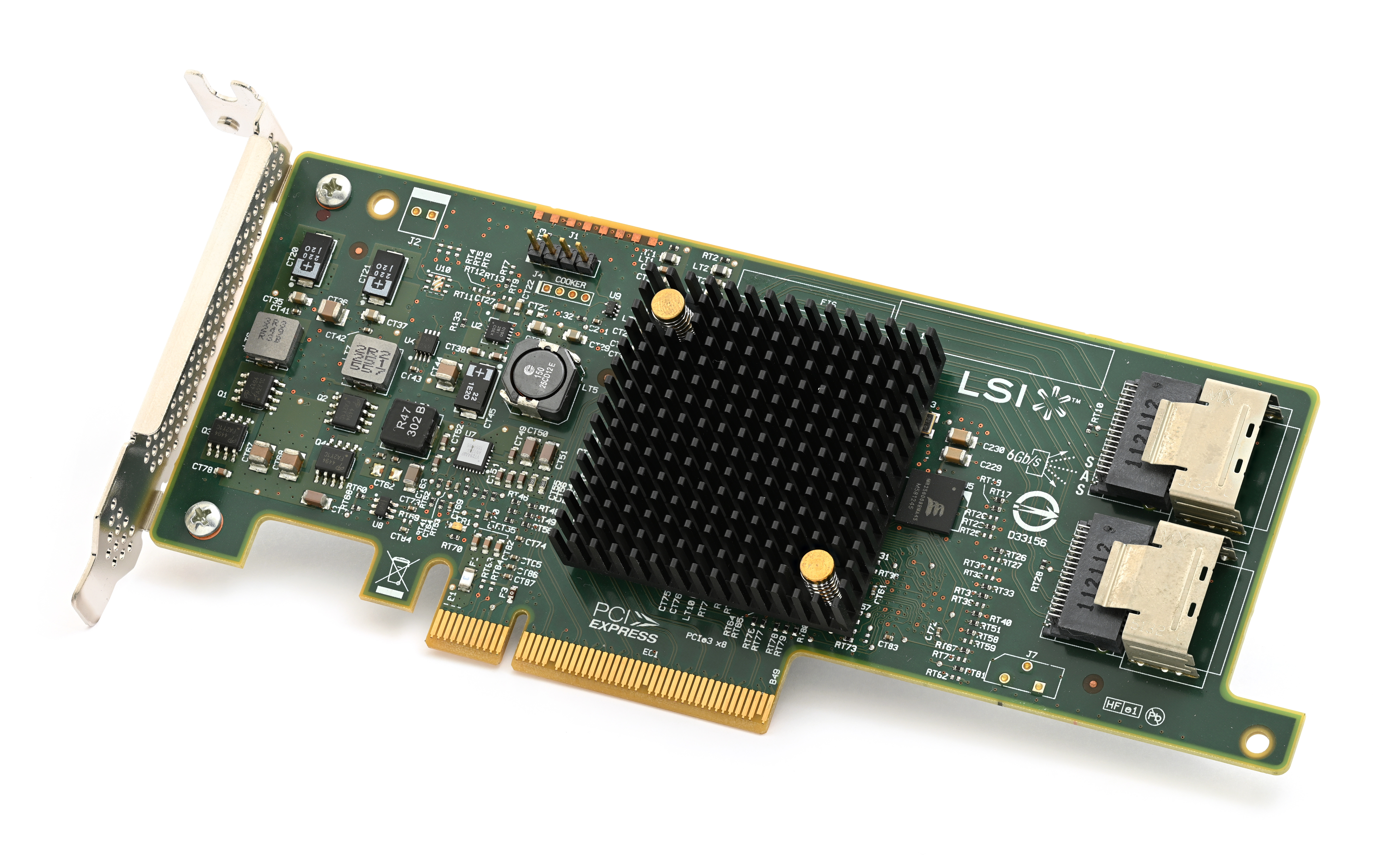
LSI 9207-8i SAS-Host-Bus-Adapter
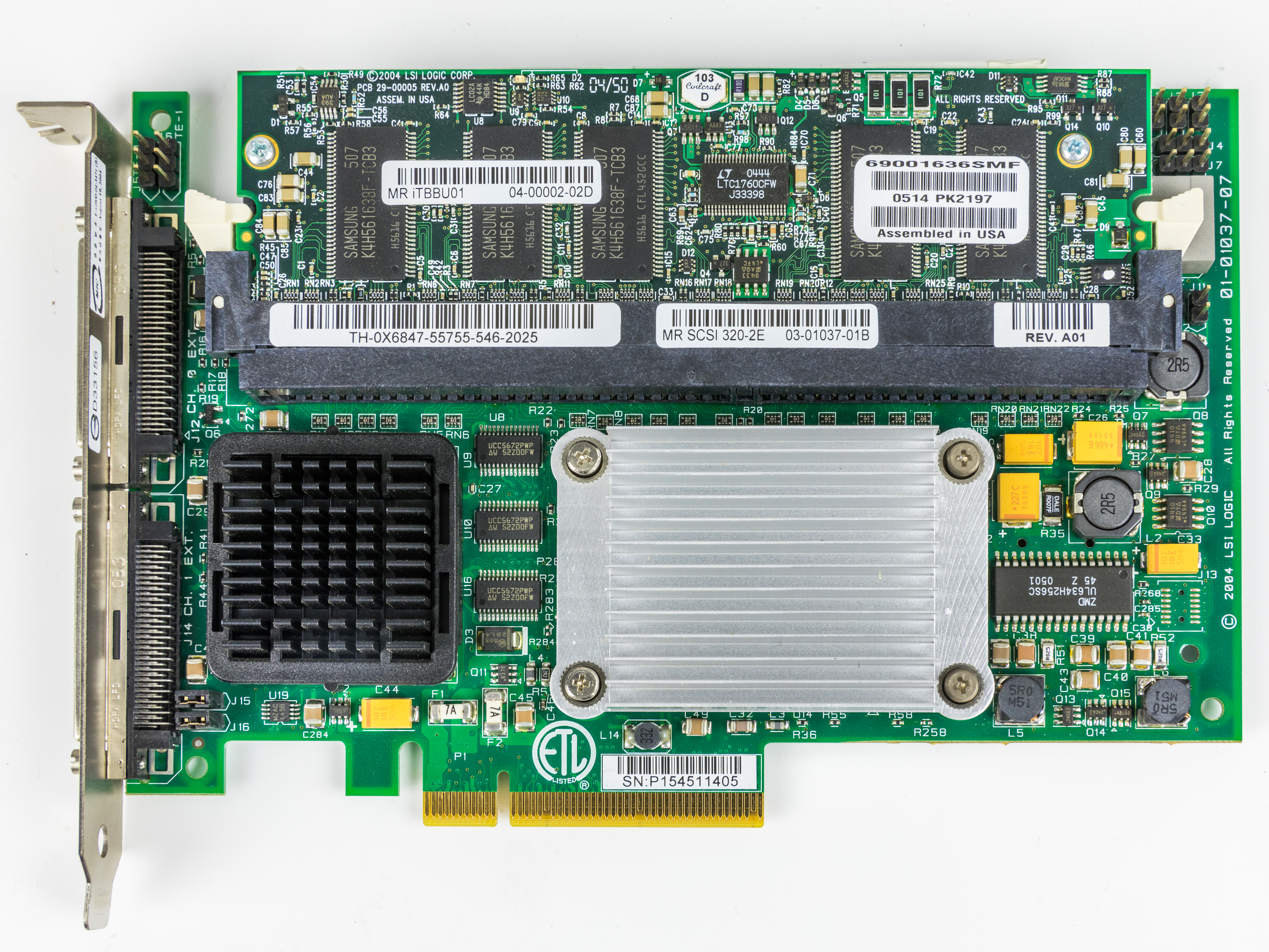
PCIe-RAID-SCSI-Host-Bus-Adapter